# Élections législatives roumaines de 1975
Les élections législatives roumaines de 1975 se tinrent le 9 mars 1975, pour élire les 369 membres de la Grande Assemblée nationale pour une durée de cinq ans. Elles sont remportées par le Front de l'unité socialiste et de la démocratie (en), seul candidat.

## Contexte
Lors de ces élections le Parti communiste roumain présenta ses candidats sous les couleurs du Front de l'unité socialiste et de la démocratie (roumain : Frontul Democrației și Unității Socialiste, FDUS).

## Mode de scrutin
Les candidats étaient élus dans des circonscriptions uninominales, et devaient pour ce faire rassembler plus de 50 % des suffrages. Si aucun candidat ne dépassait ce seuil, où si la participation dans la circonscription n'atteignait pas 50 %, de nouvelles élections étaient organisées, jusqu'à qu'un candidat soit élu. Les électeurs pouvaient voter contre les candidats du FDUS.

## Résultats
| Inscrits                                             | Inscrits                 | Inscrits                 | 14 900 032 |             |                       |                       |
| Abstentions                                          | Abstentions              | Abstentions              | 5 847      | 0,04 %      |                       |                       |
| Votants                                              | Votants                  | Votants                  | 14 894 185 | 99,96 %     |                       |                       |
|                                                      |                          |                          |            |             |                       |                       |
| Bulletins enregistrés                                | Bulletins enregistrés    | Bulletins enregistrés    | 14 894 185 |             |                       |                       |
| Bulletins blancs ou nuls                             | Bulletins blancs ou nuls | Bulletins blancs ou nuls | 593        | 0 %         |                       |                       |
| Suffrages exprimés                                   | Suffrages exprimés       | Suffrages exprimés       | 14 893 592 | 100 %       | 369 sièges à pourvoir | 369 sièges à pourvoir |
|                                                      |                          |                          |            |             |                       |                       |
| Liste                                                | Tête de liste            |                          | Suffrages  | Pourcentage | Sièges acquis         | Var.                  |
| Front de l'unité socialiste et de la démocratie (en) | Nicolae Giosan           |                          | 14 715 539 | 98,8 %      | 369 / 369             |                       |
| Contre                                               | -                        |                          | 178 053    | 1,2 %       |                       |                       |